# Babahoyo
Babahoyo je město v Ekvádoru. Bylo založeno 30. září 1948 zákonným nařízením a je hlavním městem provincie Los Ríos. Je ohraničeno dvěma řekami – San Pablo a Caracol, které se stékají do řeky Babahoyo, která se vlévá do řeky Guayas, a ta pak do Moremora. Město je zpracovatelským a obchodním centrem pro okolní zemědělský region, obchoduje s rýží, cukrovou třtinou, ovocem, balzovým dřevem a ořechy tagua. Rýže a cukr se zpracovávají v továrnách. Většina autobusových společností na linkách mezi Quitem a Guayaquil zastavuje nebo prochází Babahoyem.